# UTC−4:30
| Süd-Sommer-/Nord-NormalzeitSeegebiet | Nord-Sommer-/Süd-NormalzeitStandardzeit ganzjährig |

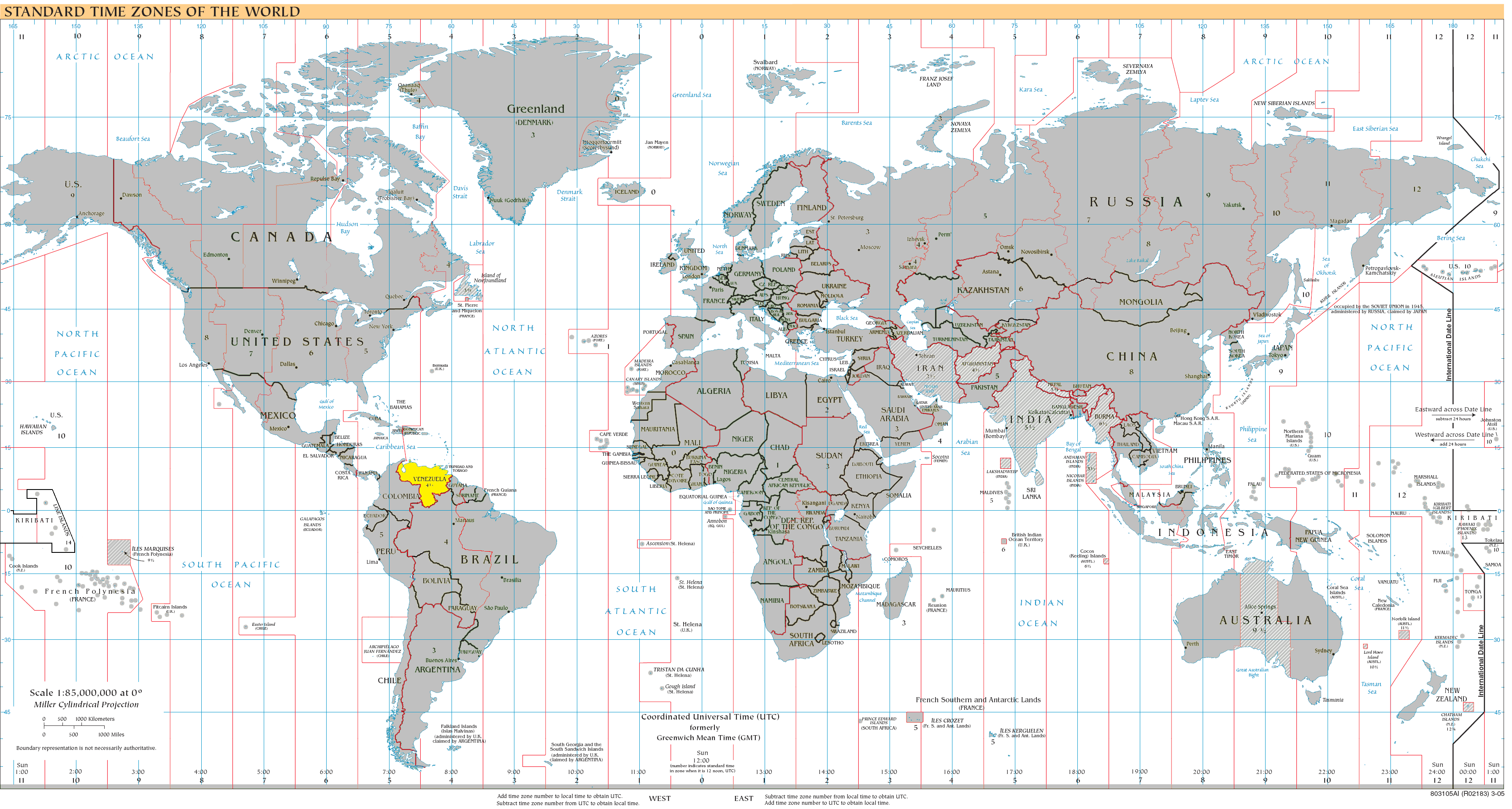
UTC−04:30:

UTC−4:30 war eine Zonenzeit, welche den Längenhalbkreis 67°30' West als Bezugsmeridian hat. Auf Uhren mit dieser Zonenzeit war es viereinhalb Stunden früher als die koordinierte Weltzeit und fünfeinhalb Stunden früher als die mitteleuropäische Zeit.

## Geltungsbereich
Derzeit wird diese Zeitzone von keinem Land benutzt.

## Historische Verwendung
Diese Zonenzeit, die sich auf den so genannten Meridian von Villa de Cura bezieht, wurde ausschließlich in Venezuela verwendet. Sie war zwischen 1912 und 1965 die für Venezuela gültige Zonenzeit. Zuletzt wurde die Zeitzone im Rahmen der Reformen des Chavismus am 30. Dezember 2007 um 6:59:59 eingeführt. Sie wurde als Venezuelan Standard Time (VST) oder Venezuelan Time (VET) bezeichnet, in Venezuela selbst hieß sie Hora Legal de Venezuela (HLV). Am 1. Mai 2016 kehrte das Land zur Zeitzone UTC−4 zurück. Die Bezeichnungen VET und HLV beziehen sich seither wieder auf die in Venezuela geltende Zonenzeit UTC−4.